# Cwmbran Town A.F.C.
Cwmbran Town Association Football Club – walijski klub piłkarski z siedzibą w mieście Cwmbran.

## Osiągnięcia
- Mistrz Walii: 1992/93
- Wicemistrz Walii: 2000/01
- Finał Pucharu Walii (3): 1996/97, 1999/00, 2002/03

## Historia
Cwmbran Town założony został w 1951 roku. Klub wkrótce przystąpił do rozgrywek ligi Monmouthshire Senior League, swoje mecze domowe rozgrywając na stadionie Cwmbran Park. W 1960 roku klub dołączył do ligi walijskiej Welsh Football League, a w 1975 roku przeniósł się na do dziś używany stadion Cwmbran Stadium. W 1978 roku Cwmbran Town stracił swoje miejsce w najwyższej lidze, lecz wrócił do niej po trzech latach. Chociaż w sezonie 1981/82 klub zajął dopiero ósme miejsce, klubowi przyznano prawo udziału w nowej zreformowanej lidze National Division. W sezonie 1986/87 Cwmbran Town był trzeci, a w sezonie 1989/90 omal nie zdobył mistrzostwa. W 1992 roku klub był założycielem pierwszej ligi ogólnowalijskiej (League of Wales), której celem było wyłonienie mistrza Walii. W pierwszej edycji mistrzostw Walii w sezonie 1992/93 Cwmbran Town został zwycięzcą i pierwszym w dziejach mistrzem Walii.
Zdobyte mistrzostwo pozwoliło klubowi zadebiutować w europejskich pucharach. W Pucharze Mistrzów 1993/94 pierwszym rywalem był irlandzki klub Cork City. Pierwszy mecz u siebie Cwmbran Town wygrał 3:2, prowadząc nawet 3:0. Wyjazdowa przegrana 1:2 sprawiła, że dzięki większej liczbie goli zdobytych na wyjeździe dalej awansowała drużyna z Irlandii. Po raz drugi w europejskich pucharach klub pojawił się dzięki dotarciu do finału Pucharu Walii (Welsh Cup). Cwmbran Town przegrał finał 1:2 z Barry Town, ale ponieważ rywale byli jednocześnie mistrzami Walii, Cwmbran mógł wystąpić w Pucharze Zdobywców Pucharów 1997/98.
Kwalifikując się do europejskich pucharów w 1998 i 1999 Cwmbran zmierzył się z rumuńskim klubem Național Bukareszt oraz ze szkockim Celtikiem Glasgow. W Pucharze UEFA 2003/04 Cwmbran spotkał się z izraelskim klubem Maccabi Hajfa, tracąc w dwumeczu 6 bramek i nie zdobywając żadnej.
Po przegranym finale w 1997 Cwmbran Town jeszcze dwa razy dotarł do finału Pucharu Walii – w sezonie 1999/2000 przegrał z Bangor City, a w 2002/03 ponownie z Barry Town, tym razem po rzutach karnych.
Pod koniec sezonu 2005/06 the Crows po raz pierwszy byli bliscy spadku z najwyższej ligi walijskiej. Choć zajęli przedostanie miejsce w tabeli, nie spadli z ligi tylko dlatego, że nie było klubu chętnego, by na ich miejsce awansować. W następnym sezonie po porażce 1:5 z klubem Llanelli A.F.C. 20 kwietnia znów było 17, przedostatnie miejsce, jednak tym razem Cwmbran Town nie miał już takiego szczęścia i opuścił pierwszą ligę Walii.

## Europejskie puchary
Legenda do wszystkich tabel:
- Q – runda eliminacyjna, 1/16, 1/8, 1/4, 1/2 – odpowiednia faza rozgrywek, Grupa – runda grupowa, 1r gr – pierwsza runda grupowa, 2r gr – druga runda grupowa, F – finał, R – runda, PO – play-off
- k. – rzuty karne, los. – losowanie, Dogr. – dogrywka, w. – zasada bramek strzelonych na wyjeździe

| Sezon     | Rozgrywki                 | Runda | Klub                | Dom | Wyjazd | Ogólnie |
| --------- | ------------------------- | ----- | ------------------- | --- | ------ | ------- |
| 1993/94   | Liga Mistrzów             | 1Q    | Cork City           | 3–2 | 1–2    | 4–4, w. |
| 1997/98   | Puchar Zdobywców Pucharów | 1Q    | Progresul Bukareszt | 2–5 | 0–7    | 2–12    |
| 1999/2000 | Puchar UEFA               | 1Q    | Celtic F.C.         | 0–6 | 0–4    | 0–10    |
| 2000      | Puchar Intertoto          | 1Q    | Nistru Otaci        | 0–1 | 0–1    | 0–2     |
| 2001/02   | Puchar UEFA               | 1Q    | Slovan Bratysława   | 0–4 | 0–1    | 0–5     |
| 2003/04   | Puchar UEFA               | 1Q    | Maccabi Hajfa       | 0–3 | 0–3    | 0–6     |